# Tenedos ufoides
Tenedos ufoides là một loài nhện trong họ Zodariidae.
Loài này thuộc chi Tenedos. Tenedos ufoides được Rudy Jocqué & Léon Baert miêu tả năm 2002.